# Léon le Grammairien
Léon le Grammairien (en grec Λέων ό Γραμματικός, en latin Leo Grammaticus) est le nom d'auteur sous lequel nous est parvenue une chronique universelle byzantine racontant l'histoire du monde jusqu'en 948. Le colophon du manuscrit Paris. gr. 711 indique qu'elle a été achevée le 8 juillet 1013. Il s'agit en fait seulement de l'une des rédactions d'une chronique transmise par plusieurs manuscrits sous des noms différents (Syméon Magistros, Syméon le Logothète, Théodose de Mélitène), qui vont jusqu'en 948, 963, 1018, 1043. « Syméon » est sans doute Syméon Métaphraste. Sur « Léon le Grammairien », on ne sait rien, et c'est peut-être même un nom fictif. Il y a peu de différences entre ces variantes placées sous des noms divers, et il s'agit en fait d'une compilation à peu près semblable. Il y a un titre secondaire (Histoire des empereurs récents), qui concerne seulement la dernière partie venant après la chronique de référence de Théophane le Confesseur (813-948). 

## Édition
- Immanuel Bekker (éd.), Leo Grammaticus, Scriptor incertus de Leone Armenio, Eustathius, Corpus Scriptorum Historiæ Byzantinæ (CSHB), vol. 21, Bonn, 1842.